# لوكا ليتشثالير
لوكا ليتشثالير (بالإيطالية: Luca Lechthaler) مواليد 23 فبراير 1986 في إيطاليا، هو لاعب كرة سلة إيطالي بدأ مسيرته الاحترافية في سنة 2003 ويحمل الرقم 25. سبق أن لعب مع فريق دينامو باسكت ساساري في ليغا باسكيت الدرجة الأولى.

## روابط خارجية
- لوكا ليتشثالير على موقع الاتحاد الدولي لكرة السلة (الإنجليزية)
- لوكا ليتشثالير على موقع الدوري الأوروبي لكرة السلة (الإنجليزية)
- لوكا ليتشثالير على موقع كرة السلة الأوروبية.كوم (الإنجليزية)
- لوكا ليتشثالير على موقع ريلجم (الإنجليزية)
- لوكا ليتشثالير على موقع بروبوليرز (الإنجليزية)
- لوكا ليتشثالير على موقع سبورتس رفرنس (الإنجليزية)